# Abdullahi Yusuf Ahmed
Abdullahi Yusuf Ahmed (somaliska: Cabdulaahi Yuusuf Axmed, arabiska: عبدالله يوسف أحمد), född 15 december 1934 i Galkacyo, död 23 mars 2012 i Abu Dhabi, var en somalisk politiker och krigsherre. Han var Somalias president i den Federala övergångsregeringen mellan 14 oktober 2004 och 29 december 2008. I slutet av december 2008 avgick han som president, efter konflikter med premiärminister Nur Hassan Hussein som parlamentet förhindrade honom att avskeda.
Abdullahi Yusuf tillhörde Daroodklanen (Majeerten) och kom från staden Galkacyo i Puntland i nordöstra delen av landet. Han var tidigare officer i den förra, militärstyrda regeringen. Under 1970-talet ledde han en av de gerillagrupper som bekämpade diktatorn Siyaad Barre och fängslades tillsammans med Mohammed Farah Aidid. Han etablerade Puntlands regionala administration 1998.
Den 14 oktober 2004 valdes han till president av Somalias exilparlament i Nairobi i Kenya, varifrån han ledde interimsregeringen till dess den kunde flytta till staden Baidoa i Somalia.
Yusufs regering kontrollerade fram till i slutet av 2006 i stort sett bara området runt Baidoa i södra delen av landet, medan de islamiska domstolarnas högsta råd kontrollerade huvudstaden Mogadishu och större delen av södra och centrala Somalia. Den svaga regeringen som bestod av krigsherrar var då i praktiken maktlös utanför Baidoa-området. 
I december 2006 gick över 30 000 etiopiska soldater in i Somalia. Understödda av USA kunde dessa etiopiska trupper och Yusufs tillfälliga regering ta makten i vissa delar av Mogadishu den 28 december år 2006. Det skedde dock en del attacker mot regeringen och de allierade somalisk-etiopiska soldaterna. Självmordsbombare dödade en del inom regeringsadministrationen samt även några i presidentens familj. Ahmed avled den 23 mars 2012.